# Spalacide
Spalacidele (Spalacidae) sunt o familie de rozătoare subterane, asemănătoare cu cârtița, cu trunchi cilindric, cap turtit dorsoventral, urechi externe rudimentare, cu ochi ascunși sub piele, cu coadă scurtă sau fără coadă și cu incisivi și gheare mari. Picioarele pentadactile sunt aproape la fel de lungi, dar cele anterioare sunt mai puternice. Își sapă în pământ galerii complicate și pământul scos îl ridică în mușuroaie mari. Se hrănesc cu rădăcini, tuberculi și chiar plante verzi, producând pagube în grădinile de zarzavat. Trăiesc îndeosebi în zona de stepă și silvostepă. Sunt răspândite în sud-estul Europei, Asia și Africa. În România trăiesc două specii: orbetele mare (Spalax leucodon) și orbetele mic (Spalax microphthalmus), răspândite în Câmpia Transilvaniei, Câmpia Dunării, Bărăgan și în Dobrogea.

## Sistematica
Familia  spalacide cuprinde 4 subfamilii, 6 genuri și 36 de specii: 
Subfamilia Myospalacinae
Genul Eospalax
Eospalax fontanierii
Eospalax rothschildi
Eospalax smithii
Genul Myospalax
Myospalax aspalax
Myospalax myospalax
Myospalax psilurus
Subfamilia Rhizomyinae
Genul Cannomys
Cannomys badius
Genul Rhizomys
Rhizomys pruinosus
Rhizomys sinensis
Rhizomys sumatrensis
Subfamilia Spalacinae
Genul Spalax
Spalax arenarius
Spalax carmeli
Spalax ehrenbergi
Spalax galili
Spalax giganteus
Spalax golani
Spalax graecus
Spalax judaei
Spalax leucodon
Spalax microphthalmus
Spalax nehringi
Spalax uralensis
Spalax zemni
Subfamilia Tachyoryctinae
Genul Tachyoryctes
Tachyoryctes ankoliae
Tachyoryctes annectens
Tachyoryctes audax
Tachyoryctes daemon
Tachyoryctes ibeanus
Tachyoryctes macrocephalus
Tachyoryctes naivashae
Tachyoryctes rex
Tachyoryctes ruandae
Tachyoryctes ruddi
Tachyoryctes spalacinus
Tachyoryctes splendens
Tachyoryctes storeyi